# Lutowiska

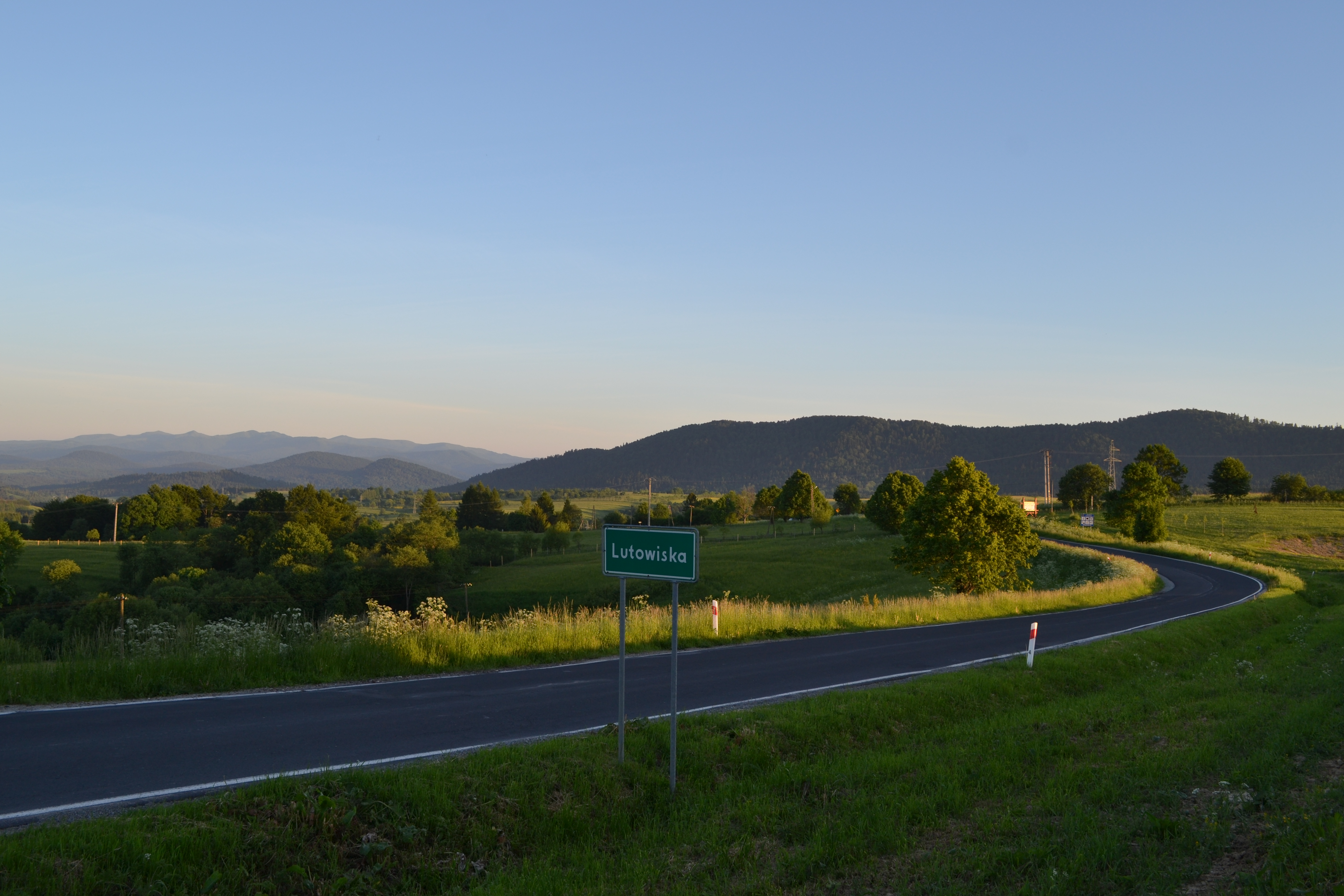
Landschaft bei Lutowiska

Lutowiska ist ein Dorf in der Woiwodschaft Karpatenvorland im Powiat Bieszczadzki, Polen. Es ist zugleich Sitz der gleichnamigen Landgemeinde mit etwa 2100 Einwohnern.

## Namensherkunft
Der Name Lutowiska wird vom russischen litowzcze abgeleitet und bedeutet Sommerweideplatz. Er bezieht sich somit auf die großflächigen Hochalmen in den Kammlagen der Bieszczady, die von den ortsansässigen Bauern als Sommerweide für ihr Vieh genutzt wurden.

## Geschichte
Der Ort entstand im 16. Jahrhundert an der Kreuzung der Handelsstraße vom Uschok-Pass nach Sanok mit der Straße von Przemyśl zum Beskiden-Pass. Aufgrund seiner verkehrsgünstigen Lage erhielt Lutowiska 1742 von König August III. das Recht, zehn Jahrmärkte im Jahr abzuhalten. Der Viehmarkt von Lutowiska soll über die Grenzen hinaus bekannt gewesen sein. Dort wurden auch langhörnige ungarische Rinder gehandelt, die als Zugochsen begehrt waren.
Von Anfang des 18. Jahrhunderts bis 1919 hatte Lutowiska auch Stadtrecht und hieß nach dem Stadtgründer Ludwik Urbanski Urbanice. Während der deutschen Besetzung Polens (1939–1944/45) gehörte Lutowiska zur Kreishauptmannschaft Sanok. Viele Bürger Lutowiskas waren Juden. Sie wurden im Juni 1942 getötet. Ihre Häuser und die Synagoge wurden zerstört.
Von 1945 bis 1951 war Lutowiska Teil der Sowjetunion und hieß Schewtschenko/Шевченко. Es wurde dann im Rahmen eines großen Gebietsaustausches an Polen zurückgegeben (dann mit dem polnischen Namen Szewczenko) und erhielt 1957 seinen alten Namen wieder.
Seit Gründung des Bieszczady-Nationalparks im Jahre 1973 ist Lutowiska Nationalparkgemeinde.

## Wirtschaft

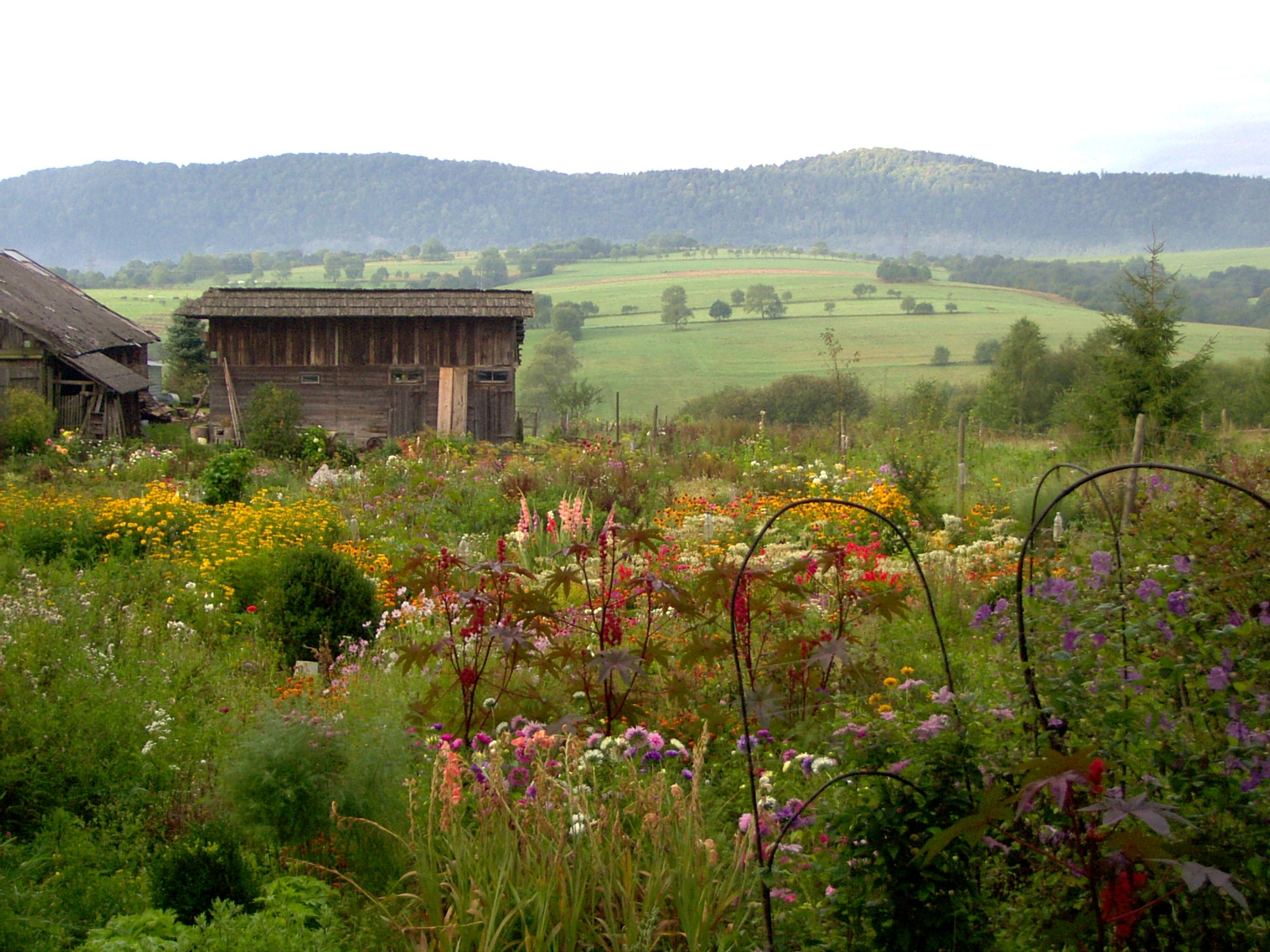
Blick über bunt blühende Bauerngärten in das Bergland.

Das Bauerndorf und spätere Handelsstädtchen wandelte sich seit Nationalparkgründung zu einem Fremdenverkehrsort mit zahlreichen Beherbergungsquartieren. Das Angebot reicht von Wandern über Radfahren und Reiten bis zu Schifahren (Abfahrts- und Langlauf) im Winter. Wander-, Reit- und Radwege sind vorhanden, ebenso wie ein Schilift. Besondere Wanderziele sind die Hochalmen und Gipfel der Bieszczady. Ein besonderer Wert wird auf die Entwicklung eines nachhaltigen Tourismus gelegt. Die Nationalparkverwaltung bietet auch Umweltbildung an. Im Gebiet der Gemeinde Lutowiska bestehen 12 Naturlehrpfade.
Im oberen Santal befindet sich auch ein Gestüt, in dem Huzulen-Pferde gezüchtet werden.

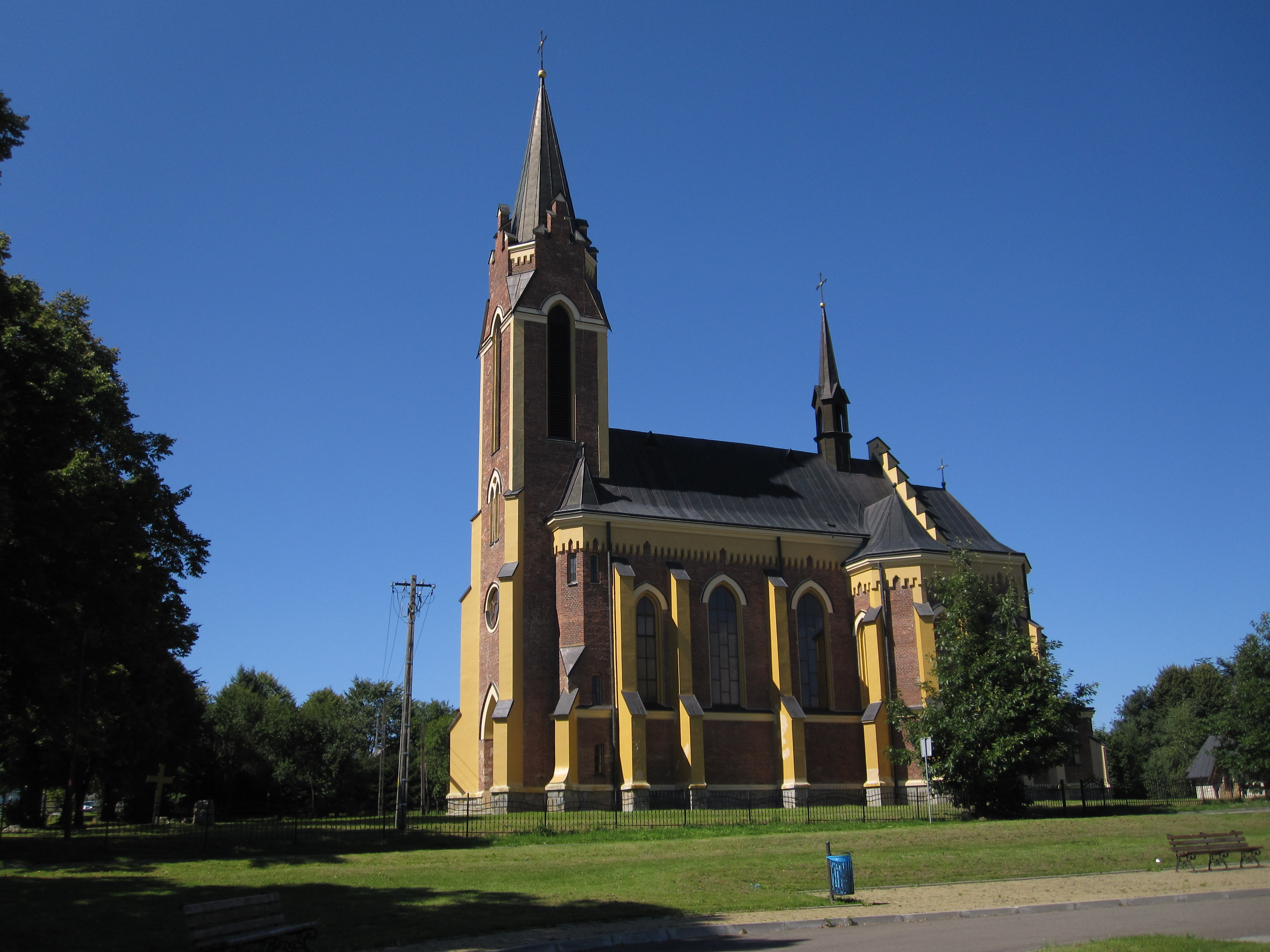
Katholische Kirche St. Stanislaus in Lutowiska

## Gemeinde
Mit 476 km² Fläche gehört sie auch zu den flächengrößten Gemeinden des Landes. Die Gemeinde liegt im Tal des San am Nordrand der Bieszczady, einem Mittelgebirgsrücken des Karpatenbogens. 

## Sehenswürdigkeiten
- Jüdischer Friedhof von Lutowiska
- Orthodoxe Kirche von 1791 im Ortsteil Smolnik
- Katholische Kirche St. Stanislaus in Lutowiska, errichtet in den Jahren 1911–1923.

## Veranstaltungen
- Pferdemesse im Juli: Zum Verkauf kommen auch Huzulen-Pferde aus dem Gestüt Jazdy Konne im oberen San-Tal.